# Иринга
 Тази статия е за града в Танзания.  За административния регион вижте Иринга (регион).  
Иринга (на английски и на суахили: Iringa) е град в южната част на Танзания, има население от 151 345 души и е административен център на едноименния регион. Названието на града на езика на племената хехе означава форт. Разположен е на плато, чието надморско ниво варира от 1500 до 2500 m. Градът е изграден сред голи и назъбени хълмове в зона на планински земи. Централната градска част се намира на 1600 m над морското равнище. Иринга е туристически център и изходен пункт за посещение на близките национални паркове Руаха и Удзунгва. През града протича река Малка Руаха. Най-близките големи градове са столицата Додома на 126 km на север и земеделският център Морогоро на 241 km на североизток.
Главните проблеми на града са на първо място бедността на голяма част от жителите му и липсата на ресурси, които да осигурят заетост на нарастващото градско население. Друг сериозен проблем е лошото състояние на пътищата, което е трудно да се подобри без финансовата намеса на правителството. Същото се отнася за здравеопазването и образованието, където се чувства сериозен недостиг от сграден фонд и специалисти.

## Климат
Поради сравнително голямата надморска височина климатът в града е прохладен, а температурите през най-студените дни на юни, юли и август достигат до 0 °C.

## Население
При последното преброяване от август 2002 г. броят на населението в града е отчетен на 102 208 души. Този брой през годините показва тенденция на постоянен растеж с годишен темп от 1,6%. През 1978 г. жителите му са наброявали 57 164 души, през 1988 г. са нараснали до 84 860, а през следващите 14 години на база естествен и механичен прираст тук са се заселили още около 18 000 души.
Иринга е център на племената хехе (уахехе), които са и основната етническа група, населяваща града и околностите му.
Религиите, застъпени в града са главно християнство и ислям, като броят на изповядващите ги е почти равен. Доминиращата християнска религия е католическата, следвана от адвентистката. Съществуват още последователи на индуизма, главно преселили се тук от Индия и африканци, които са привърженици на местни вярвания.

## Административна структура и управление
Иринга се разделя на две зони – Иринга Урбан начело с областен комисар и Иринга град, ръководена от кмета. Към зона Иринга Урбан освен самият град спадат и най-близко разположените села. Градът се ръководи административно от общински съвет, начело с кмет. Иринга Урбан е разделена на 14 обасти, чиито размери значително варират – Kihesa, Mkwawa, Mwangata, Kitwiru, Ruaha, Mtwivila, Ilala, Makorongoni, Mivinjeni, Kitanzini, Mshindo, Gangilonga, Kwakilosa и Mlandege.
Съществува и длъжност общински директор, който ръководи 8 комисии – Финанси и търговия, Благоустройство, пожари и бедствия, Развитие на общността и социални грижи, Образование и култура, Човешки ресурси и администрация, Здравеопазване и канализация, Земеделие, животновъдство и кооперативни услуги, Градоустройство, земя и природни ресурси.
Общинският съвет получава приходи от 7 основни източника – данък върху недвижимите имоти, такса хотели, пазарни такси, данък върху канализацията и септичните резервоари, разрешителни за стопанска дейност, централни държавни субсидии и дарения.

## История
Иринга е построен от германците през 1890 г. като укрепено селище срещу нападенията на племената хехе (уахехе), които с поредица набези правят опити да прогонят колонизаторите. Градът е център на регионалната колониална администрация по време на немската окупация. Близо до него се намира легендарната местност Скалата Гангилонга, където вождът на хехе Мкуауа събира племената за да решат как да се борят с нашествениците.
През 1894 г. край с. Каленга, където е дворецът на Мкуауа и военната база на племената, хехе издигат палисада, защитна стена с дължина 13 km и височина 4 m, в опит за борба с немците. Хехе имат само няколко пушки и се бият с копия, лъкове и стрели. След двудневна бомбардировка и поредица от нападения, на 30 октомври 1894 г. племената са разбити, а селото завзето. Вождът успява да избяга и организира партизанска война, която продължава няколко години. Во̀йните на хехе са поддържани и пряко подпомагани от цялото население в града и околността. През 1898 немският регионален управител предлага внушителна парична награда за главата на Мкуауа, но нито един хехе не е съблазнен от голямата сума. Изходният пункт за техните нападения се намира в близкото село Каленга, където сега има музей, посветен на тази съпротива. Тук се намира и черепът на Мкуауа, който се самоубива за да не попадне в ръцете на окупаторите. Главата му е отрязана и изпратена в Германия и по-късно, през 1954 г. е върната обратно по време на британското владичество.
Засадата на германските войски в Лугало на 17 август 1891 г., унищожаването на форта на хехе в Каленга на 30 октомври 1894 г. и смъртта на Мкуауа на 19 юни 1898 г. са ключови събития в немската колонизация на Източна Африка.
Градът е място и на няколко битки по време на Първата и Втората световни войни. Поради това в него се намира гробище на загиналите в тези войни.

## Градска среда
Сериозен проблем в града е недостигът на терени за жилищно и обществено строителство. Предвидените от градоустройствения план са отдавна изконсумирани и около 60% от застройката вече е извън регулация. Тази ситуация води до проблеми с комуникациите, водоснабдяването и канализацията и до влошаването на околната среда на територията на града и общината.
Тъй като селището е с богата история, интересна смесица от баварска и африканска архитектура отличават Иринга от повечето градове в Танзания. Като наследство от германците, които са гледали на града като на крепост със стратегическо значение, има запазени няколко здрави каменни колониални сгради. Между тях са сградата на съда и тази на регионалното управление. Близо до пазара се намира немският квартал с характерен архитектурен облик. Сградата на стария пазар на Иринга е една от първите, построени от германците.
Улиците са тихи и спокойни, а в магазините се предлага пъстра палитра от произведения на традиционното африканско изкуство. Изградени са голяма католическа църква, която има много посетители от местните хора и туристите и по-малка адвентистка. Има колоритен и оживен пазар, където могат да бъдат закупени кошници и черги, местно производство и който е най-голямата атракция на града. Построен е през 1940 г. и като дух е близък до арабския Каменен град в Занзибар.
Иринга е туристическият център на южните планински територии на Танзания. Развитието на града е ориентирано все повече към обслужване на туризма. Изградени са хотели и ресторанти, вариращи от нисък към висок клас, разнообразни като обслужване и нива – от достъпни семейни хотели до големи луксозни 5-звездни комплекси. Едни от най-посещаваните хотели в рамките на града са MR, Hilltop, Лютеранския център и Интернационалната къща за гости „Нова Руаха“. Хотел Embalasasa предлага добро обслужване и има бар и ресторант в партерната част. Баптисткият конферентен център „Хурума“ на 2,5 km северно от града има обширна градина с плувен басейн, построен през 2003 г. Предлага от единични стаи до четиристайни апартаменти, добра храна и организирани посещения до Микуми и Национален парк Руаха. В града има 68 къщи за гости и 48 ресторанта. Нощният живот предлага 12 бара и други заведения за забавления.
В града функционират две отделни нива на съдебната институция – градски съд на магистратите и първичен регионален съд. За нуждите на жителите на града и околностите му има една-единствена обществена библиотека.
Близо до полицейския участък се издига паметникът на загиналите във въстанието Маджи Маджи през 1905 – 1907 г. срещу немските нашественици. Друг военен паметник е този, посветен на загиналите през Първата световна война.

## Исторически забележителности
Местностите около града са наситени с исторически събития и затова са богати на места за поклонение, важни за народа хехе. В околностите на Иринга са открити и интересни археологически находки.
- Исимила – На 20 km от Иринга по пътя към Мбея се намира Исимила, един от важните археологически обекти на страната. Разположен е на обширно плато, доминирано от големи гранитни скали. Тук са намерени важни доказателства за дейността на нашите предци, датиращи от преди повече от 60 000 години. Тогава групи от номадски ловци-събирачи са се движили в зоната около брега на древно, несъществуващо вече езеро. При разкопки в централната долина през 1957 – 1958 г., на дълбочина 18 m са намерени каменни сечива и оръжия, ползвани при лов на големи диви бозайници, особено хипопотами, обичайната плячка на ловците през палеолита. Открити са и други каменни артефакти и много кости. Археологическото находище включва и интересни геоложки форми – дълбок каньон с ерозирали зъбери и „кули“ от розови и оранжеви пясъчници. В околността има изградени няколко хотела с ресторанти.[5][13]
- Магубике – Между Иринга и Националния парк Руаха е разположено село Магубике, край което са открити материални доказателства за обитатели от времето на Желязната епоха и Средновековието – фосилни кости и черупки, както и 6 изкопаеми зъба на hominin.[14]
- Лунгемба е седалището на вожда на хехе Мунигумба, баща на Мкуауа. Той изиграва сериозна роля в разширяването на империята на хехе и успява да обедини повече от 100 клана в едно политически централизирано общество. Умира тук през 1879 г. и е погребан под едно високо 100-годишно дърво.[15]
- Киконгома се намира близо до града и местността е свързана с историята на хехе в периода 1879 – 1881 г. От естествения мост над река Руаха е скочила и се е самоубила майката на Мкуауа, техния легитимен вожд, застрашена от узурпатор на властта, който прогонва сина ѝ. По-късно Мкуауа организира бунт, побеждава узурпатора в битката при Lundamatwe и застава начело на племената.[11]
- Скалата Гангилонга на езика на племената хехе означава Говорещият камък. Това е огромна гранитна скала на един от хълмовете на изток от града, където вождът на хехе събира ръководителите на всички сродни племена за да организира съпротивата срещу германците. От нея се открива чудесна панорама към Иринга. Намира се близо до богаташкото предградие, където са сградите на неправителствени организации и жилищата на държавни служители и чужди граждани. Самата скала е покрита с графити, изрисувани от местни младежи.[10]
- Каленга е село на 15 km западно от града по пътя към Националния парк Руаха. Тук е била главната квартира на Мкуауа по време на борбата с немските колонизатори. Край селището могат да се видят останки от фортификационните съоръжения на хехе. А на 1,5 km от селото е организиран Мемориален музей „Мкуауа“, в който е изложен черепът на вожда Мкуауа, върнат от германците през 1954 г. след 56-годишно отсъствие. В музея са изложени и част от оръжията на хехе – тояги, копия, щитове, както и пушката, с която Мкуауа се самоубива. Край музея се намират гробовете на някои от войните, загинали в тези битки, включително и гробовете на сина и внука на Мкуауа – Сапи Мкуауа и Адам Сапи Мкуауа. Тук е грабът и на съпругата му Ашо, починала през 2009 г. На около 500 m от тях е гробницата и малък паметник на немския командир Erich Maas, който се опитва да влезе във форта и да плени вожда жив. Убит е в схватка от един от войните при влизането му в селището.[9][16]
- Лугало е село близо до Иринга, където през 1891 г. са проведени най-тежките битки между хехе и немската армия. След колонизирането на крайбрежието на Танганика немците навлизат навътре в страната по време, когато вождът на хехе Мкуауа разширява своите владения на изток, а властта му обхваща огромни територии. Двете страни се опитват да постигнат споразумение чрез дипломатически преговори, които завършват с неуспех. Германското командване изпраща срещу племената един батальон под командването на Емил фон Зелевски. Мкуауа с 3000 войни го изчаква в засада край Лугало. На 17 август 1891 г. се разразява кръвопролитна битка, в която по-голямата част от войните на хехе губят живота си, а от германците успяват да избягат само двама офицери и петнадесетина войника. Пленени са около 300 немски оръдия. Тази победа е много ценна за хехе, но извоювана с прекалено много жертви. В селото е издигнат паметник в чест на загиналите в тази битка.[17]
- Мламбаласи е мястото, където се самоубива Мкуауа и където е гробът му. Намира се близо до Иринга в северозападна посока. Тук преминават последните минути на вожда на хехе. Той запалва висок огън и се застрелва до него така, че тялото му да падне в огъня, за да попречи на германците да го пленят дори след смъртта му. Те обаче отрязват главата от изгорялото тяло и я изпращат в Германия. Останките са предадени на семейството му и са погребани в Мламбаласи, на лобното му място.[18]

## Образование

### Детски градини и начален курс
В Иринга са изградени 41 детски градини, повечето от които са частни. През 2009 г. в тях се грижат за 2455 деца, от които 1826 момчета и 629 момичета. Предвид средната семейна структура градът има нужда от допълнителни детски градини.
В началните училища в града обучението става на суахили – език, който е приет за национален в страната с цел обединение на многобройните племена, които я населяват. Английският език започва да се изучава задължително в средния курс. В града има както начални, така и средни училища, но както в повечето градове в страната и тук те са недостатъчни, особено тези за средния курс.
Началните училища в града са общо 43, от които 36 са държавни, а останалите 7 – частни. В тях учат 23 456 деца – 11 556 момчета и 11 900 момичета. Учителите, които се занимават с обучението им са 806. Тези училища с наличните класни стаи обаче не са достатъчни. През 2009 г. градът разполага с 406 класни стаи при необходимост от 600. Сериозно не достигат и чиновете, нужни са поне още 1000 броя. Жилищата за учителите са само 77 и е необходимо да се осигурят още 715.

### Среден курс
Средните училища в Иринга сериозно не достигат и това много завишава изискванията за прием в тях. На територията на града функционират само 22 гимназии, от които частните са 5. В тях се обучават 7558 ученика с превес на броя на момичетата – 4432. Учителите, преподаващи в тях са общо 413. От тях 244 са мъже, а останалите – жени. По данни на общината само 30,8% от учениците, завършили началния курс могат да продължат в средния, поради малкия брой на гимназиите.
В Иринга са разкрити и три колежа – Учителски колеж Klerruu, VETA и Ruaha Development Community College.
В началото на миналия век римокатолическата църква изгражда в Тосамаганга мъжки гимназиален комплекс с капацитет 1000 ученика. След обявяване на независимостта правителството го национализира, но църквата все още играе съществена роля в живота на учениците. Освен училищни помещения към него има две двуетажни сгради на пансиона, сграда с лаборатории по биология и още една – с лаборатории по химия. Изградени са голяма енорийска църква, семинария, манастир, начално училище, административна сграда и други помощни и сервизни помещения. Най-малкият клас се състои от 30 ученика, а най-големият – от 60.

### Висше образование
В Иринга са разкрити четири висши учебни заведения – университетите Тумани и Руаха, Университетски колеж на Иринга към Открития университет на Танзания в Дар ес Салаам и Университетски колеж Мкуауа.
Университетът Тумани е създаден под егидата на евангелистката лутеранска църква на Танзания и се намира в Южния квартал на града. Състои се от 5 факултета – Факултет по изкуствата и социални науки; Факултет по бизнес и икономика; Юридически факултет; Факултет по наука и образование; Богословски факултет. Основан е през 1993 г. като лутеранска семинария и постепенно до 2001 година се създават и останалите факултети. Акредитиран през 1998 г., това е първият частен университет в Танзания, който започва да присъжда бакалавърска степен. Университетът периодично е посещаван от гост-лектори от САЩ, Финландия и Холандия. Броят на студентите е 3287, преподавателите на пълен работен ден са 50 и отделно към университета работят хонорувани лектори.
Университетът Руаха (RUCO) се намира до централния клон на Националната банка за микрофинансиране. Създаден е от епископалната католическа църква и се управлява съобразно законите в страната и нейната политика относно висшето образование. Той е един от съставните учебни заведения на частния университет „Св. Августин“ (SAUT). Въпреки това университетът остава светско заведение и в него се приемат ученици без разлика на националност, раса, етническа принадлежност, пол, увреждане или каста и с всякакви религиозни убеждения. Колежът предлага програми за специализация в три професионални области – Информация и технологии, Телекомуникации, Право, Изкуства и социални науки. След завършването му може да се получи една от следните степени: доктор по философия, бакалавър по изкуствата и образованието, бакалавър по право, бакалавър по компютърни науки и бакалавър по бизнес администрация. В университета се провеждат още кратки курсове, семинари, консултации и научни изследвания.
Университетски колеж на Иринга (IUCO) е клон на Открития университет на Танзания в Дар ес Салаам, който представлява акредитирана публична автономна институция за висше образование с мандат за провеждане на академични програми, водещи до сертификати и дипломи, както и провеждане на следдипломни квалификации. След завършването му може да се получи степента бакалавър по: изкуства и журналистика; право; изкуства, културна антропология и туризъм; консултант; образование (математика); развитие на общностите; бизнес администрация; богословие; информационни технологии; финанси и счетоводство; икономика и финанси.(29)
Университетският колеж Мкуауа (MUCE) е клон на университета UDSM в Дар ес Салаам. Създаден е на 1 септември 2005 г. чрез преобразуване на бившата гимназия „Мкуауа“ в отговор на нарастващото търсене на учители. Състои се от три факултета – Факултет по педагогика, Факултет по хуманитарни и социални науки и Факултет по науките. През учебната 2010/2011 г. се предлагат следните четири възможности:
- Бакалавърска степен по образование в изкуствата (B.Ed.)
- Бакалавърска степен по образованието в областта на науката (B.Ed.)
- Бакалавър по изкуствата и образованието (B.A.)
- Бакалавърска степен по науката и образованието: (B.Sc.)[24]

## Здравеопазване и социални грижи
Здравеопазването в града не е на необходимото ниво поради недостиг на здравни заведения, медицинско оборудване и специалисти. Ситуацията се изостря и от живеещите в околните селски райони, които се тълпят в града за да потърсят медицинска помощ, тъй като в селата тя почти липсва.
За здравето на населението в Иринга се грижат две болници, три здравни центъра и около 20 амбулатории, от които 7 са държавни, а останалите – частни. Двете болници разполагат общо с 365 места за лежащо болни. От здравните центрове единият е частен. Регионалната болница на ул. „Момбони“ в града обслужва населението на целия регион. Болницата има нужда от сериозна реконструкция и разширение, за които са започнати проучвателни работи. В града работят общо 23 лекари, 123 медицински сестри и също толкова клинични служители. На един лекар се пада обслужването на 2099 жители на общината. Процентът на смъртност при децата под 5-годишна възраст е сериозен – 705 деца на 100 000 жители.

### СПИН
Както навсякъде в Танзания и тук СПИН-ът взима много жертви. Един от основните проблеми на здравеопазването в града е значителния брой на заболелите. Първият случай е регистриран през 1985 г. и оттогава инфекцията се разпространява с впечатляваща скорост. Броят на болните се увеличава с 13,7% всяка година. По-голямата част от заразените, 60,2% са жени и само 39,8% са мъже. Смъртността при жените от СПИН също е по-голяма – годишно умират 14,7% от инфектираните жени и 9,8% от заболелите мъже. Регион Иринга показва един от най-високите темпове на развитие на инфекцията в страната. Докато за 1996 г. новите случаи на заболяването са 242, през 2006 г. тази стойност нараства на 1724 души. Разпространението на смъртоносната болест влияе сериозно върху демографията на града и на целия регион. Няколко фактора обясняват повишената заболеваемост в Иринга, както и факта, че болестта засяга повече жените, отколкото мъжете:
- Иринга се намира на магистралата между Дар ес Салаам и Мбея, оттук минават и спират много товарни коли от Замбия, ДР Конго и Малави. Обикновено градът се ползва за почивка и нощувка от водачите на камиони по време на дългия път.
- Градът е общински център за търговия с риба от близкия язовир Мтера и привлича търговци от целия регион.
- Миграцията от селските райони е силна.
- Поради бедност много млади жени се занимават с проституция за да повишат доходите си. Заради своята неравнопоставеност в обществото тази част от населението е особено уязвима.
- Местните вярвания, че сексът с младо момиче води до богатство излага много от тези почти деца на риск при практикуването на небезопасен секс.
- Липсата на образование и информираност за болестта повишава изключително много риска от заболяване.[4]

Общинските и градски власти са разработили програма, която да повиши познанията на хората във връзка с разпространението на болестта. Това включва поставяне на плакати на ключови места като барове, пазари, училища, работа на неправителствени организации с населението и особено с жените, борба с местните суеверия и редица други мерки.
През 2003 г. англиканската епархия на Руаха организира Занаятчийски център Neema, който да осигури нови възможности за заетост на хората с увреждания в региона, както и да се опита да промени негативните нагласи към тях в местното население. Регион Иринга е с един от най-високите проценти на хора с увреждания в страната, които достигат 15% от цялото население. Центърът осигурява обучение и помощ за много хора, които преди това са разчитали на улична просия или са живели скрити в домовете си, неспособни да издържат себе си и своите семейства. Центърът също така включва физиотерапия и звено за работа с деца с увреждания, а в него почти изцяло работят глухи хора. През 2011 г. тук се обучават на различни занаяти 123 души. Провеждат се курсове по ограмотяване и семинари по въпросите на СПИН, сексуалното образование, здравето, хигиената и се осъществяват превантивни мерки в областта на здравеопазването, маларията, управлението на личните финанси, работа с интернет и др. Към центъра е организирана къща за гости с конферентна зала и интернет кафе, която е първата в света, управлявана изключително от хора с увреждания.

## Промишленост и селско стопанство
Около 40 % от жителите на град Иринга са земеделски производители, отглеждащи различни видове култури. Градът се намира в сърцето на чаените насаждения. Земята е много плодородна и е богата на валежи през цялата година. В региона се отглеждат чай, пиретрум, пшеница, царевица, картофи, фасул, зеленчуци, плодове и тютюн. Животновъдите се занимават с отглеждане на едър рогат добитък, главно млечни крави, кози и овце.
Индустриалните предприятия в града са от среден и малък мащаб и се занимават основно с преработка и производство на хранителни стоки. Тук работят 120 малки предприятия, ангажирани в различни дейности – производство на тухли, дърводелство, пивоварна фабрика и металообработваща работилница. От типа средна категория има шест промишлени предприятия, почти всички заети с преработката на хранителни суровини. Това са фабриката за бисквити „Слонова кост“, ASAS млечни продукти, Dabaga за преработка на зеленчуци, ASK за производство на хлебни изделия и „Иринга“ за пластмасови изделия.
Градът е много известен с кошниците, които се произвеждат тук. Плетат се от обикновена тръстика, блатна тръстика milulu или от сухи треви и могат да се намерят в болшинството магазини и пазари в града.
В Иринга се наблюдава тенденция за закриване на промишлени предприятия. Някои от важните отрасли, които вече са закрити включват предприятието за рязане и обработка на диаманти, Cotex, Vacu – за производство на гуми и фирми към кожарската промишленост. Затварянето на тези предприятия се дължи на политиката за либерализация на пазара, финансовите ограничения и оптимизиране на държавната роля в икономиката.

## Електроснабдяване
Електроснабдяването на града става от националната електропреносна мрежа, като се ползва електростанцията Kidatu и водите на близкия язовир Мтера, изграден на север от Иринга. В нормална ситуация не съществува недостиг на мощности, но по време на сухия сезон понякога се налагат ограничения в доставянето на електрическа енергия. Работи се по проект за изграждане на надземна електропреносна линия, която да свързва четири подстанции – тези в Иринга, Додома, Сингида и Шинянга. По-голямата част от нея ще се прокара успоредно на съществуващото трасе, и ще има дължина от около 670 km. Планираната линия е с мощност 400 KV, докато съществуващата е само с 220 KV. Очаква се проектът да бъде завършен до края на 2013 г., а разходите за него да възлизат на 314 милиона щатски долара.
В малки мащаби се използва и слънчева енергия, главно при няколко религиозни институции.

## Транспорт
Голяма част от пътищата в града и около него са в недобро състояние. Общината разполага общо с 346 km пътна мрежа. От тях 53,7 km са асфалтирани, 72,5 km са с трошенокаменна настилка, а останалите 230 km са черни пътища, при които липсва всякаква настилка.
Градът е разположен успоредно на магистралата Tanzamи на разстояние 2 km от нея. Чрез магистралата се свързва с Дар ес Салаам, най-големия град в Танзания и Лусака, столицата на Република Замбия. Този път е в процес на реконструкция и е с много добро качество, а ремонтът е в доста напреднала фаза. Проходим е през цялата година. Пътят, който свързва Иринга със столицата Додома е с трошенокаменна настилка и през дъждовния сезон по него почти не може да се пътува.
Комуникациите в града и връзката с други населени места се извършват главно чрез пътния транспорт. Автогарата е разположена в центъра на града на около 500 m от новия туристически информационен център. Ежедневно и често пътуват редовни рейсове до Дар ес Салаам, Додома, Сонгея и Мбея.
На 10 km североизток от града се намира малкото летище „Nduli“ с една писта, която епизодично може да поема само съвсем малки самолети. Редовни търговски или пътнически полети липсват. Най-близкото до Иринга голямо летище е „Джулиъс Ниерере“ в Дар ес Салаам, намиращо се на 399 km от центъра на града по въздушна линия.

## Комуникации
Градът има добри телекомуникационни съоръжения, които се ръководят от Tanzania Telecommunications Company Ltd (TTCL). Има изградена централна поща и куриерска служба към общината. Мобилните услуги се предоставят от доставчиците Vodacom, Zain, TIGO и ZANTEL. На разположение е и интернет мрежа.
В Иринга се хващат добре предаванията на „Радио едно“ и радио „Свободна Африка“. Отделно от тях са организирани четири частни FM радиостанции. Това са Ebony FM с младежки и развлекателни програми и Country FM. Другите две, „Радио Мария“ и Qibra са извън града, но могат да се слушат свободно в него. Едната се намира в окръг Макете, а другата – в окръг Njombe, и двата в регион Иринга.
Населението може да гледа независимата телевизия ITV, излъчвана от Дар ес Салаам без никакви проблеми. В града излъчва и нов телевизионен канал към общинския съвет.
В Иринга не се издават вестници и списания, но тези от Дар ес Салаам пристигат на същия ден.

## Водоснабдяване и канализация
Основен източник за водоснабдяването на града са река Малка Руаха, която протича през него и изворите Kitwiru. Двата източника общо снабдяват Иринга с около 12 000 m3 вода на денонощие, което задоволява 90% от нуждите на населението. Има изградени резервоари, които могат да съхраняват до 7280 m3 вода. Преносната и разпределителната мрежи се нуждаят от известно разширяване, за да достигнат до всички части на града. Пречиствателната станция, която обработва входящите води до приемливо качество е с недостатъчен капацитет.
Съществуващата канализационна система обхваща само една малка част от кварталите, а отпадните води се третират в пречиствателна станция в покрайнините на града. Домакинствата зависят основно от индивидуалните септични ями. Този тип отпадъци се изхвърлят в два резервоара във Frelimo с общ капацитет от 928 000 литра и още един резервоар с възможност да поеме 1,2 милиона литра, към който се насочват отпадъците от кварталите Гангилонга, Уилолеси, Мтуивила и Мкимбизи.
През 2005 г. с финансовата подкрепа на KfW и Европейския фонд за развитие започват проучвателни работи по надграждането на съществуващата система за водоснабдяване и разширяване на площта, обхваната от канализационната мрежа. Едната от съществуващите водни линии е в сравнително добро състояние и ще има постоянно участие в системата. След някои малки рехабилитационни работи ще бъде в състояние да осигури 1600 m3 чиста вода на ден. Ще се изгради нова помпена станция с 4 помпи в комбинация с резервоар за чиста вода с обем 2500 m3. Изворите в Kitwiru ще бъдат снабдени с нова помпена станция, която ще увеличи добива на вода до 4000 m3/ден. Очаква се изграждането на нови 13 резервоара с общ обем 6000 m3, като от старите само един може да бъде запазен. Хлорирането на всички води ще се поеме от нова станция до помпената станция за питейна вода. Около 174 km от съществуващата водопроводна мрежа трябва да се преинсталира и е предвидено да се прекарат още 30 km нови тръби.
Проектът включва също и разширение на канализационната мрежа. Предстои изграждането на пречиствателна станция с три водни помпи, както и модерен утаителен резервоар с обем около 1550 m3. Ще се прекарат допълнително 4000 m тръби с диаметър 150 mm, заедно със 70 ревизионни шахти. По този начин към канализационната система ще бъдат присъединени още 600 сгради. Строителните работи започват в края на 2008 г.

## Политически живот
Политическият живот в Иринга е представен от 5 партии, които са най-активни на територията на общината – Cha Mapinduzi (CCM), Танзаниийска работническа партия (TLP), Chama cha Demokrasia na Maendeleo CHADEMA), Граждански обединен фронт (CUF) и Националната конвенция за изграждане и реформи (NCCR Mageuzi). Доста по-малко застъпените партии, които все пак имат известно влияние в обществото, са Обединената демократическа партия (UDP), Националната лига за демокрация (НЛД), Демократическата партия (DP) и TADEA.
На общите избори през 2005 г. седем политически партии участват в парламентарните избори, а десет си оспорват президентския пост. Общият брой на регистрираните гласоподаватели е 51 986, от които са гласували само 33747. Управлението на града и общината са доминирани от партията Cha Mapinduzi.